# وارین (نوازنده)
نیکی کائلار (زاده ۱۵ مه ۱۹۹۰)، که بیشتر با نام هنری وارین شناخته می‌شود، آهنگساز، تهیه‌کننده و نوازنده آمریکایی است. وارین سبک‌هایی مانند اینداستریال, متال، ارکسترال، نئوفولک و امبینت را ادغام یا تجربه کرده‌است. او به‌خاطر کارش بر روی موسیقی متن فیلم، همراه با رویکرد غیرمتعارفش به موسیقی الکترونیک، از جمله بسیاری از سازهای زنده که معمولاً در آهنگ‌های ژانر او یافت نمی‌شوند، شناخته شده‌است.
کائلار در ۱۵ می ۱۹۹۰ در تامپا، فلوریدا به دنیا آمد. او از سنین جوانی با موسیقی ارتباط داشت، و خانواده اش از اشتیاق او حمایت کردند. در ۱۱ سالگی، وارین شروع به نواختن گیتار و ترانه‌سرایی کرد، و به تعدادی از گروه‌هایی پیوست که ژانرهای راک، گریندکور، متالکور و جاز را کار می‌کردند. او تصمیم گرفت روی آهنگسازی انفرادی تمرکز کند و در سال ۲۰۰۹ تولید را آغاز کرد